# Курсайський сільський округ
Курса́йський сільський округ (каз. Құрсай ауылдық округі, рос. Курсайский сельский округ) — адміністративна одиниця у складі Хобдинського району Актюбінської області Казахстану. Адміністративний центр та єдиний населений пункт — село Курсай. Ліквідований та приєднаний до Кобдинського сільського округу у 2017 році. До 1998 року називався Михайлівським сільським округом (каз. Михайлов ауылдық округі).
Населення — 334 особи (2009; 837 у 1999).